# 有森新吉

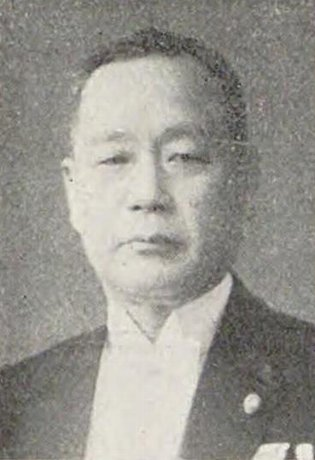
有森新吉

有森 新吉（ありもり しんきち、安政7年1月26日（1860年2月17日） - 昭和8年（1933年）11月18日）は、日本の衆議院議員（立憲国民党→庚申倶楽部）。実業家。ジャーナリスト。教育者。

## 経歴
岡山藩士有森吉清の長男として岡山に生まれる。岡山藩藩学、温知学校、岡山変則中学校などで学んだ後、1879年（明治12年）に商法講習所（現在の一橋大学）に入学した。1881年（明治14年）、専修学校（現在の専修大学）経済科に転じた。専修学校卒業後の1882年（明治15年）に東京大学に入学し、1885年（明治18年）に卒業した。その後、ドイツに留学し、イェーナ大学、ベルリン大学、テュービンゲン大学、シュトラスブルク大学で学んで、1891年（明治24年）に法学博士号を得た。
1892年（明治25年）、学習院教授に就任。翌年、日本法律学校（現在の日本大学）幹事長となった。さらに翌年から函館商業学校校長・北海道函館中部高等学校校長を務めた。
1897年（明治30年）、大阪商船株式会社基隆支店長となり、翌年に神戸支店長に転じた。その後、京華日報社支配人を経て、山陽新報社主筆となった。1900年（明治33年）、岡山県会議員に選ばれた。その後、大阪に出て、韓国煙草組合の経営にあたった。1906年（明治39年）より川崎造船所会計課長を務めた。
1912年（明治45年）、第11回衆議院議員総選挙に出馬し、当選を果たした。
1914年（大正3年）より私立中学閑谷黌長となり、1920年（大正9年）まで務めた。さらに摂津紡績株式会社社長も務めた。
1917年（大正6年）の第13回衆議院議員総選挙で再選を果たし、第14回衆議院議員総選挙でも当選した。
1921年（大正10年）から1925年（大正14年）まで山陽新報社社長を務め、1927年（昭和2年）には川崎汽船株式会社取締役に就任した。